# Offa (król Mercji)
Offa (ur. ?, zm. 26 lipca 796) – król Mercji od 757, był jednym z najpotężniejszych władców we wczesnoanglosaskiej historii Anglii. Doprowadził swoje królestwo, które rozpościerało się nad całą południową Anglią do szczytu potęgi oraz politycznej jedności, jakiej nie udało się osiągnąć jakiemukolwiek innemu państwu w okresie anglosaskim.

## Życiorys

Drzewo genealogiczne króla Offy

Należał do dynastii panującej w Mercji od wieków. Władzę przejął w wyniku wojny domowej, która nastąpiła po zamordowaniu jego kuzyna, króla Aethelbalda. 

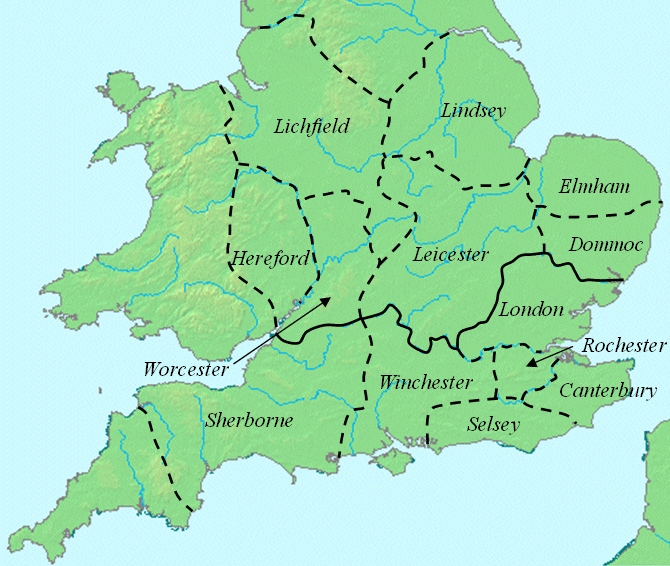
Podział na diecezje za rządów Offy

### Podboje
Stworzył duże państwo rozciągające się na większą część Anglii. Udało mu się podbić wszystkie królestwa anglosaskie na południe od Yorkshire. Osiągnął to dzięki bezlitosnemu tłumieniu oporu kilku mniejszych królestw graniczących z Mercją, Pomniejsi władcy sąsiadujący od wschodu i południa byli w zależności lennej od króla Mercji.

### Dyplomacja i Kościół

Wzrost potęgi Mercji w VIII w.

Swoje córki wydał za mąż za władców Wessexu i Nortumbrii. Nawiązywał stosunki z władcami w Europie kontynentalnej, gdyż chciał, aby tamtejsi władcy uznawali go za równego sobie monarchę. Pomimo sporów z Karolem Wielkim obaj władcy zawarli w 796 umowę handlową. Utrzymywał również przyjazne stosunki z papieżem Hadrianem I, któremu umożliwił zwiększenie kontroli nad angielskim Kościołem. Dzięki czemu biskup Rzymu przychylił się do jego prośby i utworzył arcybiskupstwo w Lichfield. Ta zmiana w organizacji kościelnej uwalniała Kościół Mercji od zwierzchnictwa arcybiskupa Canterbury w królestwie Kentu, który należał do wrogów Offy.

### Osiągnięcia
Pomiędzy Mercją a Walią wzniósł wielki wał ziemny znany jako Wał Offy. Przeprowadził też reformę monetarną, która była jednym z najtrwalszych dokonań tego władcy, gdyż nowe zasady dotyczące monet stosowano w Anglii przez następne wieki. Od tej pory na monetach wybijano imię króla jak i imię wraz z tytułem mincerza odpowiedzialnego za jakość pieniądza. Dbał również o rozwój szkolnictwa, wspierając szkoły przyklasztorne poprzez nadawanie praw do ściągania dziesięcin.

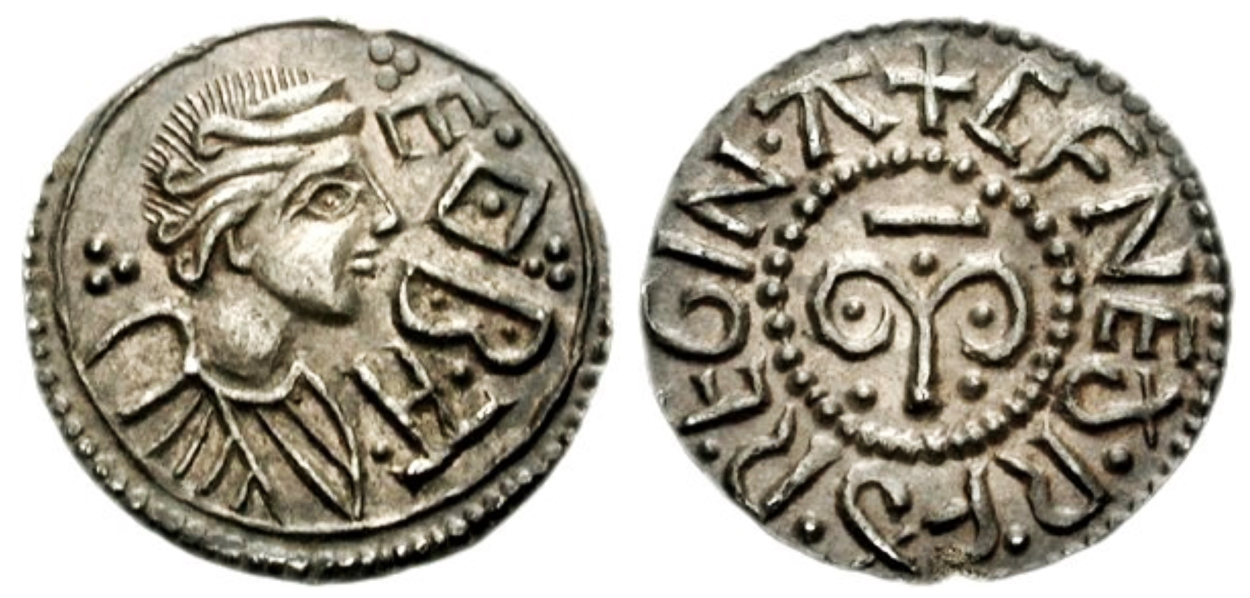
Moneta przedstawiająca żonę króla Offy